# 軍事力
軍事力（ぐんじりょく、英: military strength, military power）とは、軍事的な能力のことであり、国家やそれに類する集団が、内外の対象に対して、実力行使ができる能力を言う。
武力 (Armed force)、防衛力 (Defense potential)、戦争能力 (War potential) とも呼ばれるが、ここでの表記は軍事力で統一する。
軍事力の行使は、直接的には軍隊・準軍事組織(民間軍事会社含む)・民兵組織などによって行われる。しかし、現代の戦争や安全保障は総力戦の形態をとっており、動員可能な人口、経済力、技術力、外交力などの総合的な国力に基づく潜在的な軍事力も重要な要素となる。国家の軍事力は現代においても国力の重要な要素の一つとみなされており、政治的な目的達成、国益の保護のための最終的な手段として現代でも重視されている。基本的に人口の多い国は多大な軍事力を必要とする。
警察は国内の治安維持を目的として軍隊から分化した組織であるため、軍事力の枠外とみなされることも多いが、究極的には社会の秩序を保つことで国家の権益を守る実力組織である。現代ではテロリズムなどの非対称戦争・低強度紛争の増加により、軍事力と警察力の境界が再び曖昧になってきている。

## 軍事力の存在意義
一国の軍事力が過大である場合は、経済力が疲弊し国際的な信頼を失う。一方、軍事力が過少である場合は、他国からの直接侵略、間接侵略の脅威にさらされるほか、通貨の為替レートが過小評価され、外交交渉でも対等な交渉権を発揮できない。
軍事力と経済力との国家財政上の適切な支出バランスは、経済学的に研究されてはいるが、内政状態、外交関係、保有資源量、経済成長率、人口、直接の脅威となる事が多い近隣国の軍事力など複雑な要素が取り込まれるため、未だ算出されてはいない。

## 機能
軍事力の機能は基本的には安全保障に関する、抑止・強制・抵抗であるが、実質的には多岐にわたる。
抑止敵の軍事行動をこちらの軍事力の存在によってリスクとコストを計画の段階で引き上げることで思いとどまらせるという機能である。冷戦における核兵器の開発競争はこの抑止力の競争という側面が強い。
強制相手の意思を自分の軍事力によって強制的に変更させる機能である。威嚇的な軍事力の使用を含める場合もある。近年はこの強制力を限定的に用いた限定戦争の様相が多く見られるようになってきている。2018年現在、これが可能な軍隊を持つ国家はアメリカのみである。
抵抗相手の軍事的な威嚇、行動に対して抵抗する機能である。専守防衛を軍事戦略とする日本、スウェーデン、スイスなどの軍事組織はこの基本戦略に特化した編成・訓練を行っている。
武力紛争（戦争）の遂行能力は軍事力の持つ多様な能力の一つに過ぎない。そのほか、以下のような機能が挙げられる。
- 外交における機能
  - 独立国家の威信・象徴
  - 国家の安全保障上必要となる抑止・強制・抵抗
- 国際的な機能
  - 政治的目的の達成の機能
  - プレゼンスの強化
  - 武力攻撃
  - 他国への兵器輸出などの軍事支援
  - 留学生交換や軍人の相互訪問
  - 外国との共同訓練
  - 経済支援
  - 強制外交など
- 国内的な機能
  - 治安維持
  - 内乱やクーデターなどへの対応
  - 国家行事の支援
  - 民生協力
  - 国民への安全保障に関する教育
  - 技術開発
  - 災害派遣
- その他の機能
  - 平和維持活動
  - 平和執行

## 構成
現代の軍事力は主に軍隊によって構成されるが、国の軍事力は非常に多くの分野によって支えられており、今日では総合的な国力が求められる。

### 基本構成
現代の軍事力は地球上の陸海空・宇宙などあらゆる空間で、しかも同時に展開されることがあり、実質的にはそれぞれを切り離して考えることはできないが、基本的な構成として陸海空の戦力に区分されて理解される。（戦力とは戦闘における実質的な戦闘力を重視した軍事力が有する側面的な概念である）
陸軍力陸における戦力であり、陸地の支配を通じてその地域の人間を支配することが可能な唯一の戦力である。主に陸軍がこれにあたる。能動的には、占領を実施し、受動的には抵抗を行なう。
海軍力海における戦力であり、海洋権益の確保、沿海海域の防衛などの役割を果たすことができる戦力である。主に海軍がこれにあたる。能動的には、戦力投射、通商破壊を実施し、受動的には海上護衛を行なう。
空軍力空における戦力であり、高度な打撃力と速度による大きな抑止力となりうる戦力である。主に空軍がこれにあたる。能動的には戦略爆撃を行い、受動的には防空を行なう。

### 具体構成
軍隊
最も直接的な軍事力の貢献者である。陸上の地域を確保する陸軍、海上交通路を確保する海軍、空域を確保する空軍、弾道ミサイルを運用する戦略軍などが軍隊の構成要素である。また近年、テロリズムによる連続した攻撃や、民族紛争、遊撃戦やその鎮圧などの非対称戦争や迅速な通常戦力の投入による限定戦争が増加しており、各国がそれらに対抗するために即応性と練度を両立させた特殊部隊の必要性を自覚し、隊員の育成に力を入れている。また各国は予備役を比較的財政を圧迫しない兵力として維持している。これは戦時における部隊の消耗の回復や、民間人・民間企業に由来する優秀な技術力の確保、新戦力を編成する際の基礎として重要とされる。
準軍事組織
主に国内における内乱を抑え、治安を維持するため、または国境を防衛するための副次的な軍事力として考えられている。具体的な例としてあげられるのはアメリカ合衆国の沿岸警備隊、ソビエト連邦の国家保安委員会、スイス連邦の民間防衛隊などの国境警備隊や警察組織、ミリシアである。また軍隊と警察の任務を一元化した警察軍（国家憲兵）を確立させた国もある。これらの組織は戦時にあってはしばしば軍隊の一部として整備、運用される。
戦略（戦争指導）
軍事力の造成や運用の効率性、妥当性にかなり大きく影響する。軍事作戦にかかわる事柄は決して軍事だけではなく、外交から社会経済（戦時体制も参照。）、民間防衛など幅広い。これら様々な政策に整合性を持たせおき、戦時に効率的に機能させることは実質的な軍事力に大きくかかわる。現代における戦略にはいくつかのレベルがあり、政治、経済、外交、文化、宗教など平時から国民生活に深く関わる要素を政府が総合的に考慮したものが国家戦略、その下部にあるものが軍事戦略となる。この軍事戦略の場において、普段からの抑止力の維持や有事のための部隊の運用法を策定し、準備する。この戦略が合理的に確立されていれば、軍事力に関わるさまざまな決断を一定の方向性と迅速性を持って決定することができる。なお、戦略という用語そのものには、時代や地域によって考え方や定義が異なるので注意を要する。
指揮統制システム
軍事力の神経とも言うべき国、あるいは軍隊の情報システムである。指揮統制システムとは情報収集によって得た情報を速やかに伝達し、その情報を適切に処理分析した上で上層部が判断し、その命令が滞りなく下部組織に伝達されるまでの一連のシステムを指す。具体的には早期警戒衛星などの人工衛星や防空のためのレーダー施設などの、目にあたる部分、前線部隊などが装備する通信機器による神経にあたる部分が指揮統制システムを支えている。このシステムの精度によって指揮官と末端の連携や、制御などの要素が左右される。近年、コンピュータの技術の発展が著しく、アメリカ軍などの再編計画に見られるようにこの分野の変革が大きく進んでいる。米軍はこれをC4ISRと表現し、その改革に重点を置いている。具体的にはCommand（指揮）,Control(統制）,Communication（通信）,Computing（コンピューター）,Intelligence（情報）,Surveillance（監視）,Reconaissancce（偵察）の7項目に関する改革である。こうした指揮統制システムに欠陥があれば、戦時での部隊の運用や現状把握において大きな不利益を被ることとなる。
大量破壊兵器
その威力から戦略的な意味で特別視される。特に核兵器がもつ破壊（殺戮）能力は通常兵器のそれを凌駕するとされ、安易に使用すると核戦争を誘発してしまう可能性がある。したがって抑止力という概念的な軍事力と考えるのがほとんどであり『ヒロシマ』『ナガサキ』という核の黎明期での実験的な意味を込めた例を除いて実戦では使われていない。また核兵器に限らず生物兵器、化学兵器という脅威も存在し、特にこの生物、化学兵器はそのクオリティを問わなければ日本のオウム真理教のような過激派組織でも製造できてしまうなど（核兵器に比べれば）入手が容易であるため「貧者の核兵器」と呼ばれることもある。これらの大量破壊兵器はNBC兵器とも言い、その使用によって引き起こされた被害をCBRNE災害と呼ぶ。
情報機関
情報面における二次的な軍事力の構成要素である。情報機関が行う諜報活動、例えばシギントやヒューミント、オシントなどから得られた情報は分析を通じて国家による意思決定をより的確なものへ昇華させ、また主に現場部隊が行う偵察、スパイの行う諜報によって得られた情報を迅速に部隊に伝達することで、効率的な戦力運用も可能となる。また戦時における機密保持、防諜は、国家の意思決定における情報漏洩防止をはじめ、現場部隊レベルの戦術立案にも関わる重要事項である。
後方支援（兵站）
軍隊のあらゆる活動を支える非常に重要な要素。大部隊であればあるほど、また部隊が機械化されていればいるほど、前線で必要となる物資は種類・数量ともに増加するので、国家間の戦争においては兵站の優劣がその勝敗までをも非常に大きく左右するとされる。特に、戦争に参加する国家などの策源から遠く離れた地域での戦闘においては非常に大きな意味を持ち、必要な兵站の規模によっては経済と財政に変化をもたらす。大規模兵力をその国家から離隔した地域に投入するときは兵站も大規模にならざるを得ないので、その分の食糧、武器弾薬が必要になり銃後の国民と前線の兵士双方の生活が圧迫されるのである。なお、時代や国によっては通信をはじめとした各種後方連絡線の機能もふくめて兵站（Logistics）と呼ぶ。
技術力（軍事技術）
軍事力の構成要素である軍隊の兵器の発展に非常に大きく貢献し、兵器の能力は陸軍の戦車、海軍の軍艦、空軍の戦闘機といった主要装備品の能力、ひいては兵士個人の生存率にも大きく影響するため、米国などの先進国ではこの軍事力の基盤たりえる技術力を戦略上重要なものと位置づけ、国家的な技術開発を推し進めている。　

## 運用
軍事力の運用にはさまざまな手法が存在し、災害復興支援から総力戦までのいくつかの段階がある。また、その目的も多岐にわたる。

### 軍事力
軍事力の使用は現代の国際法において原則的に禁止となっている武力攻撃（armed attack：国家に対して武力を以て攻撃すること）や武力行使（use of force：武力を使用すること）にあたらないように注意を要するが、幅広い強制力と影響力を持つ有用な手段である。軍事力は国際関係や政治、社会、経済などさまざまな要素に大きな影響を与えるものであり、国家のさまざまな選択肢の中でも特に重要性が高いものであるため、政策の決定者には適切な戦略と適切な情勢分析、政治判断に基づく慎重な決断が求められる。また軍事力の使用はあらゆる方面における大きなコストを負担することになるので、その予想される利益や損害などを総合的に考慮しながら一定のプランに基づいて使用する必要性がある。以下にその運用例を示す。
- 間接的な行使 - 平和維持活動・海上航路の警備・麻薬取締り・災害復興支援・船舶護衛・文民支援・国民教育・警備活動・軍事顧問の派遣など。
- 制限的な行使 - 平和創出の活動・対反乱作戦・軍事プレゼンスの強化・暴動鎮圧・平和維持活動・軍事援助・間接的な封鎖・脅迫など。
- 直接的な行使 - ゲリラ作戦・テロ作戦・制海権及び航空優勢の獲得・国境封鎖・火力攻撃・陸軍部隊の侵攻・政経中枢の占領など。

### 外交と軍事力
外交と軍事力には歴史的、機能的に深い関係があり、国際政治において、軍事力は外交手段のひとつと考えられている。なぜなら効果的な軍事力の運用には総合的な外交力の発揮が必要不可欠であり、また、軍事力は外交政策において時には必要な手段だからである。また、抑止戦略には軍事力の存在が必要不可欠とされている。（外交、外交交渉を参照）

### 経済と軍事力
経済と軍事力の関係は軍事技術の高度化と兵器の高額化とともに高まっている。兵器開発プロジェクトに投じられる資金は軍需産業とその下請企業にとって莫大な収益であり、また世界における最先端の武器兵器を開発して海外への輸出を進めることに成功すれば、その軍需産業は極めて安定的な顧客層を獲得することができる。
軍事力を維持・向上させるためには、直接的に経済活動に貢献しない軍に対して大量の予算と労働力を投入する必要があり、経済的基盤を伴わない軍事力の拡張は、多くの場合、国家自体の衰退・崩壊をもたらす。